# Arnulf Teuchert
Arnulf Teuchert (* 11. August 1948) ist ein ehemaliger deutscher Motorradsportler.

## Sportlicher Werdegang
Teuchert fuhr ab 1970 Berg- und Rundstreckenrennen auf einer 250-cm³-Yamaha. Er nahm an der Motorrad-Weltmeisterschaft 1974 teil und fuhr dort in der Klasse bis 50 cm³ auf einer Maico und errang als beste Platzierung einen zweiten Platz beim Grand Prix von Deutschland. Gleichzeitig ging er auch in der Klasse bis 125 cm³ an den Start, erreichte jedoch keine Podestplatzierung. Ab 1974 startete er im Motorradgeländesport (Enduro). 1975 und 1976 wurde er Deutscher Meister Motorrad-Rallye 250ccm auf einer Yamaha RD 250. Ebenfalls 1976 wurde er OMK-Pokalsieger im Enduro in der Klasse bis 125 cm³ auf einer Suzuki RM 125. 1977 wurde er Werksfahrer für Hercules im Endurosport, er ging in der Deutschen Enduro- sowie der Enduro-Europameisterschaft an den Start. In der Deutschen Meisterschaft wurde er Zweiter in der Klasse bis 50 cm³. Im Folgejahr ging er in der Klasse bis 100 cm³ an den Start und wurde Dritter in der nationalen Meisterschaft. 1979 wechselte Teuchert als Werksfahrer zu Zündapp und startete wieder in DM und EM. In diesem Jahr holte er den Deutschen Meistertitel in der Klasse bis 50 cm³. Ab 1981 ging er nochmals auf Hercules in der neu geschaffenen Klasse bis 80 cm³ an den Start und wurde drei Jahre in Folge Meister dieser Klasse.
Arnulf Teuchert war ebenso mit der Mannschaft erfolgreich. 1980 nahm er als Mitglied der bundesdeutschen Nationalmannschaft im Wettbewerb um die Silbervase an den prestigeträchtigen Six Days teil und errang mit dieser auf Anhieb den Sieg. Bei der folgenden 56. Internationalen Sechstagefahrt auf der italienischen Insel Elba war er im Aufgebot im Wettbewerb um die World Trophy und errang mit der Mannschaft den zweiten Platz. 1982 erreichte er im tschechoslowakischen Považská Bystrica mit der Mannschaft den sechsten Platz. 1983 war er ein letztes Mal der Teil der Silbervasenmannschaft: Die ersten drei Fahrtage in Führung liegend, schied er sowie zwei weitere Fahrer am sechsten Fahrtag aus und die Mannschaft belegte in der Gesamtwertung somit nur den 13. Platz.
Mit Ende der Saison 1984 beendete er seine Fahrerkarriere und widmete sich hauptberuflich seinem Zweiradunternehmen in Hersbruck. Daneben unterstützte er Fahrertalente im Yamaha-Cup: In den Jahren 1981 bis 2010 wurden insgesamt 25 Fahrer betreut und unterstützt. Darunter auch sein Sohn Jörg Teuchert (* 1970), ein ebenfalls erfolgreicher Motorradsportler.
Seit 2005 nahm er an Klassik-Wettbewerben im Enduro teil, seine letzte Teilnahme war 2021 die Enduro Vintage Trophy auf der Insel Elba.